# Ilmar Kullam
Ilmar Kullam (ur. 15 czerwca 1922 w Tartu, zm. 2 listopada 2011 tamże) – estoński koszykarz. W barwach ZSRR srebrny medalista olimpijski z Helsinek.
Przed rozpoczęciem treningów koszykarskich był piłkarzem. W czasie II wojny światowej został zmobilizowany do Armii Czerwonej, służył w batalionach roboczych. Występował w klubach z rodzinnego miasta oraz w Kalevie z Tallinna. Z reprezentacją ZSRR sięgał po srebro igrzysk olimpijskich w 1952 oraz był mistrzem Europy w 1947, 1951 i 1953. Po zakończeniu kariery zawodniczej został trenerem i odnosił sukcesy na poziomie Estońskiej SRR.